# Daigmühle
Daigmühle ist ein Gemeindeteil des Marktes Presseck im Landkreis Kulmbach (Oberfranken, Bayern). Daigmühle liegt in der Gemarkung Wartenfels.

## Geografie
Die Einöde liegt am Reichenbach, einem rechten Zufluss der Zettlitz. Ein Anliegerweg führt einen Kilometer südwestlich zur Kreisstraße KU 24 nördlich von Wartenfels.

## Geschichte
Gegen Ende des 18. Jahrhunderts bestand Daigmühle aus 2 Anwesen (1 Mühle, 1 Gütlein). Das Hochgericht übte das bambergische Centamt Wartenfels aus. Das Amt Wartenfels war Grundherr der beiden Anwesen.
Mit dem Gemeindeedikt wurde Daigmühle dem 1808 gebildeten Steuerdistrikt Wartenfels und der im selben Jahr gebildeten Ruralgemeinde Wartenfels zugewiesen. Bei der Vergabe der Hausnummern erhielt Daigmühle die Nummer 52 des Ortes Wartenfels. Am 1. Mai 1978 wurde Daigmühle im Rahmen der Gebietsreform in die Gemeinde Presseck eingegliedert.

### Baudenkmal
- Marter

### Einwohnerentwicklung
| Jahr      | 001818 | 001819 | 001861 | 001871 | 001885 | 001900 | 001925 | 001950 | 001961 | 001970 | 001987 |
| Einwohner |        | 6      | *      | 6      | 10     | 17     | 13     | 11     | 10     | 8      | 4      |
| Häuser    | 2      |        |        |        | 2      | 1      | 2      | 2      | 2      |        | 1      |
| Quelle    | [ 6 ]  | [ 10 ] | [ 11 ] | [ 12 ] | [ 13 ] | [ 14 ] | [ 15 ] | [ 16 ] | [ 17 ] | [ 18 ] | [ 1 ]  |

## Religion
Daigmühle ist katholisch geprägt und nach St. Bartholomäus (Wartenfels) gepfarrt.